# Tim Mertens
Tim Mertens (Mechelen, 7 de febrer de 1986) és un ciclista belga, professional des del 2007 al 2013. Els seus principals èxits han estat en el ciclisme en pista on ha obtingut diferents Campionats nacionals.

## Palmarès
- 2006
  -  Campió de Bèlgica en Persecució per equips (amb Kenny De Ketele, Ingmar De Poortere i Steve Schets)
- 2007
  -  Campió de Bèlgica en Persecució per equips (amb Kenny De Ketele, Ingmar De Poortere i Dominique Cornu)
  - 1r a la Classificació general UIV Cup i a les proves de Rotterdam, Berlín i Copenhaguen (amb Ingmar De Poortere)
- 2008
  -  Campió de Bèlgica en Quilòmetre
  -  Campió de Bèlgica en Òmnium
  -  Campió de Bèlgica en Scratch
- 2009
  -  Campió de Bèlgica en Quilòmetre
  -  Campió de Bèlgica en Scratch
- 2010
  -  Campió de Bèlgica en Scratch
- 2012
  -  Campió de Bèlgica en Madison (amb Kenny De Ketele)

### Resultats a laCopa del Món
- 2007-2008
  - 1r a Los Angeles, en Madison
- 2008-2009
  - 1r a la Classificació general, en Madison
  - 1r a Cali, en Scratch
- 2009-2010
  - 1r a Manchester, en Madison